# Puellina biavicularia
Puellina biavicularia är en mossdjursart som beskrevs av Kataoka 1961. Puellina biavicularia ingår i släktet Puellina och familjen Cribrilinidae. Utöver nominatformen finns också underarten P. b. septemspinosa.